# Голузино (Кичменгско-Городецкий район)
Голузино — деревня в Кичменгско-Городецком районе Вологодской области.
Входит в состав Кичменгского сельского поселения, с точки зрения административно-территориального деления — в Шонгский сельсовет.
Расстояние до районного центра Кичменгского Городка по автодороге составляет 20 км. Ближайшие населённые пункты — Воронино, Березовая Гора, Гриденская.
Население по данным переписи 2002 года — 72 человека (35 мужчин, 37 женщин). Преобладающая национальность — русские (99 %).